# Вогнепальна зброя

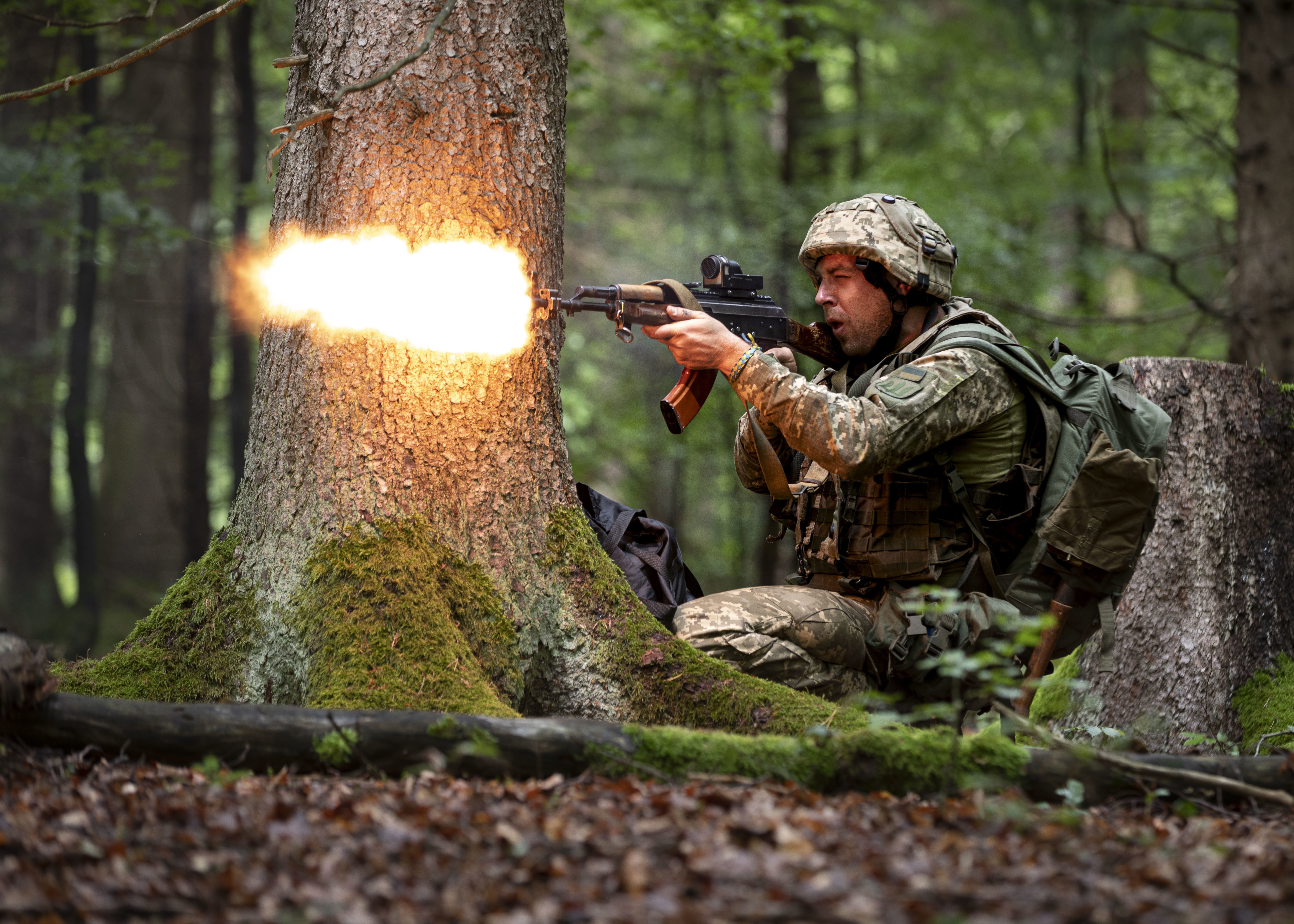
Український боєць веде вогонь з АКМ на навчаннях Combined Resolve XII, 2019 рік

Вогнепа́льна збро́я — зброя, в якій для викидання снаряду (кулі, міни) з каналу стволу використовується сила тиску газів, що утворюються при згорянні метальної вибухової речовини (пороху) або спеціальних горючих сумішей. Поєднує в собі засоби безпосереднього ураження (снаряд, міна, куля) і пристрої їх метання (гармата, міномет, кулемет, гвинтівка, пістолет тощо). Вогнепальна зброя ділиться на стрілецьку (пістолети, гвинтівки, автомати, кулемети), артилерійську (гаубиці, гармати, міномети) та гранатометну. За наявністю гвинтових нарізних каналів у стволі, вогнепальну зброю ділять на гладкоствольну та нарізну.
Артилерійська вогнепальна зброя призначається для ураження різноманітних цілей, що знаходяться на значній відстані, перебуває на озброєнні сухопутних військ, авіації і флоту. До неї відносяться: наземні нарізні, у тому числі самохідні і саморушні артилерійські системи різних типів (гармати, гаубиці, гармати-гаубиці, гаубиці-гармати, мортири); нарізні та гладкоствольні безвідкатні гармати; нарізні та гладкоствольні міномети; зенітні гармати, у тому числі автоматичні; авіаційні автоматичні гармати; нарізні та гладкоствольні танкові гармати; морська артилерія. До артилерійської вогнепальної зброї також відносять реактивні системи залпового вогню.
Стрілецька зброя перебуває на озброєнні всіх видів збройних сил, застосовується в ближньому бою для ураження відкрито розташованих цілей. Вона включає пістолети, гвинтівки, автомати, кулемети (ручні, станкові, великокаліберні). До стрілецької зброї також належить мисливська та спортивна вогнепальна зброя.
Гранатомети відносять до засобів ближнього бою.

## Поява вогнепальної зброї

### Передумови
До появи вогнепальної зброї людство використовувало метальну зброю, що випускала снаряди за допомогою м'язової сили, як праща, чи механічних сил: лук, арбалет та метальні машини. Вогонь також слугував за зброю — ще за Античності люди використовували різномінітну запалювальну зброю на основі смол, лігроїну, сірки тощо, як то підпалені стріли, вогневі горщики, брандери тощо. Однією з найвідоміших таких технологій був грецький вогонь, який виник у VII столітті у Візантії. Для грецького вогню використовували сифони, що за допомогою помпи викидали вогонь на деяку відстань, подібно до сучасних вогнеметів.
Головною передумовою для вогнепальної зброї була поява димного пороху. Найімовірніше, він виник у Китаї близько середини IX століття та з XI—XII століття, за допомогою старань династії Сун, активно застосовувався в бойових діях. Ранній китайський порох мав здебільшого запалювальний характер, а не вибуховий, і його застосовували для запалювальних бомб, снарядів для катапульт і вогневих стріл. По-справжньому вибухова бомба з металевими стінками вперше задокументована на початку XIII століття під час сунсько-цзінських війн.

### Прототипи вогнепальної зброї
Вогнепальна зброя в сучасному сенсі — це така зброя, що використовує вибухову речовину для метання снаряда. Це поняття не тотожне зброї, що покладається на дію вогню, як середньовічні вогнемети. Прототипом вогнепальної зброї був вогневий спис (火槍, хо цян) — держак, до кінця якого прикріплена трубка з порохом, що при підпаленні викидає вогонь уперед. Початково це була не дуже ефективна зброя, однак з часом покращувалась потужність порохових сумішей, вогневі списи збільшувались і міцнішали, в певний час до них почали додавати керамічну чи металеву картеч. Ствол не був герметичний, картеч просто викидалась зі ствола при пострілі разом з вогнем. Історики назвали таку прото-вогнепальну зброю ковіативною (англ. coviative). Вона була здатна завдавати істотної шкоди, однак була слабка й недалекобійна. Наприклад, в одній битві цзіньці застосовували списи з кількох шарів паперу, набиті порохом і шматками заліза. За свідченнями, ця зброя вивергала полум'я на відстань близько 3 метрів.
Перше зображення дечого схожого на вогневий спис датоване ще 950 роком, короткі згадки були в одному сунському тексті 1000 року та в «Уцзін Цзун'яо» (1044 рік), однак з огляду на тогочасні якості пороху, така зброя навряд чи могла мати яку-небудь ефективність. Перша відома згадка про застосування вогневого списа трапляється в описі облоги Деаня (нині Аньлу) 1132 року . Місто було під добре організованою облогою. Цзінь застосовували катапульти та порох, перекрили місту постачання, збудували облогові вежі. Комендант міста вдало тримав облогу, а коли вежі наблизились до стін, атакував наступаючі війська піхотою. Його вояки були озброєні вогневими списами та іншою зброєю для атак на піхоту, а вежі пізніше знищували підпаленими фашинами. Історик Пітер Лордж (англ. Peter Lorge) відзначив, що слово на позначення пороху в той час змінилось. Якщо раніше це були «вогнева речовина» (хо яо), то тепер це стали «вогнева бомбова речовина» (火炮藥, хо пао яо), що може вказувати на більш нестабільну (вибухову) суміш з більшим вмістом селітри.
Впродовж кінця XII—XIII століття вогневі списи породили низку споріднених знарядь більших розмірів, які історики називають «вивержувачами» (англ. eruptors). Їх зазвичай монтували на станках або возах. Компендіум «Холунцзін» (1350—1412) містить значну кількість подібних описів з екзотичними назвами, причому деякі з них випускали не лише вогонь, але й отруйні речовини, пісок, шматки порцеляни чи свинцю абощо. Відомо про такі, що могли навіть метати вибухові чи отруйні бомби. У часи монгольсько-сунських війн вогневі списи та вивержувачі набули значного поширення.

### Поява вогнепальної зброї поза Китаєм

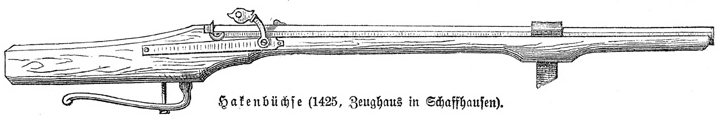
Гнотова гаківниця (початок XV ст.)

### Рання вогнепальна зброя в Китаї

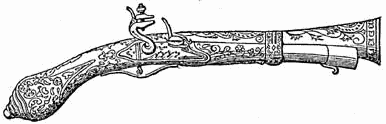
Кременевий пістоль 17 століття для стрільби шротом

В одному китайському звіті 1257 року згадано «вогнеметну трубку» (突火筒, ту хо тун), а двома роками пізніше — «вогнеметний спис» (突火槍, ту хо цян), зроблений з бамбука, та снаряд з пижем. Це, можливо, найперший зафіксований опис кулі як снаряда вогнепальної зброї. Однак повноцінна гармата вимагала б міцнішого матеріалу, ніж бамбук. Точний час переходу до металевих стволів не задокументований, оскільки династія Юань (1260—1368) залишила доволі мало письмових свідчень; серед істориків є консенсус, що він мав відбутись близько 1280-х років.
Археологічні знахідки подають дещо неоднозначну картину. Найдавніша точно датована гармата, знайдена в Шанду у Внутрішній Монголії, виготовлена 1298 року. Вона була невеликого розміру, типово для свого часу: вага близько 6 кг і довжина 35 см. На ній нанесено дату й серійні позначення — отже, це вже результат певної систематизації та серійного виробництва, яким мали передувати роки досліджень. Існують і давніші зразки без точного датування. Для однієї з гармат, знайденої в Хейлунцзяні, контекст дає підстави для датування близько 1288 року, коли юаньці придушували місцеве повстання. Однак 1980 року китайські археологи віднайшли в Ганьсу 108-кг бронзову гармату, контекст якої свідчить про її походження з династії Західна Ся та 1214—1227 років. Гармата мала калібр близько 120 мм, а всередині неї знайдено 90-мм залізне ядро та 100 грамів пороху. Пізніше неподалік знайшли меншу гармату з аналогічним контекстом. Ці зразки мали неоднорідне лиття й примітивну будову. Таким чином, неможливо встановити точний час появи гармат, однак це достеменно відбулось протягом XIII століття.

Масове застосування вогнепальної зброї відіграло ключову роль у становленні династії Мін (1368—1644) та її експансії. Ранній період Мін відзначався широким асортиментом порохової зброї: вогневі стріли, вогневі списи, ручні гранати, бомби для метальних машин, ручниці, гармати, вогнемети, ракети (в тому числі установки, що запускали десятки ракет), наземні та морські міни. Гармати XIV та XV століть в основному мали протипіхотне призначення й були невеликі за розміром, від 2-3 до 26 кг, хоча існували й більші гармати вагою до 75 кг. Китайці не розробляли облогових гармат, оскільки стіни китайських міст були непробивні для гармат будь-якого розміру: вони будувались навколо землебитного валу, обкладеного каменем, і могли сягати до 20 метрів завтовшки. Мінці змогли ефективно інтегрувати вогнепальну зброю у китайські військові й державні традиції, що включали муштру та залповий вогонь, які зародились ще в Період протиборчих держав (475—221 роки до н.е.). На 1380 рік гармаші становили 10% війська, на 1430-ті — 1440-ві частка гармашів досягла 20%, а на 1466 — 30%. Показник у 30% вояків з вогнепальною зброєю в Європі був досягнутий лише в середині XVI століття.

## Класифікація вогнепальної зброї

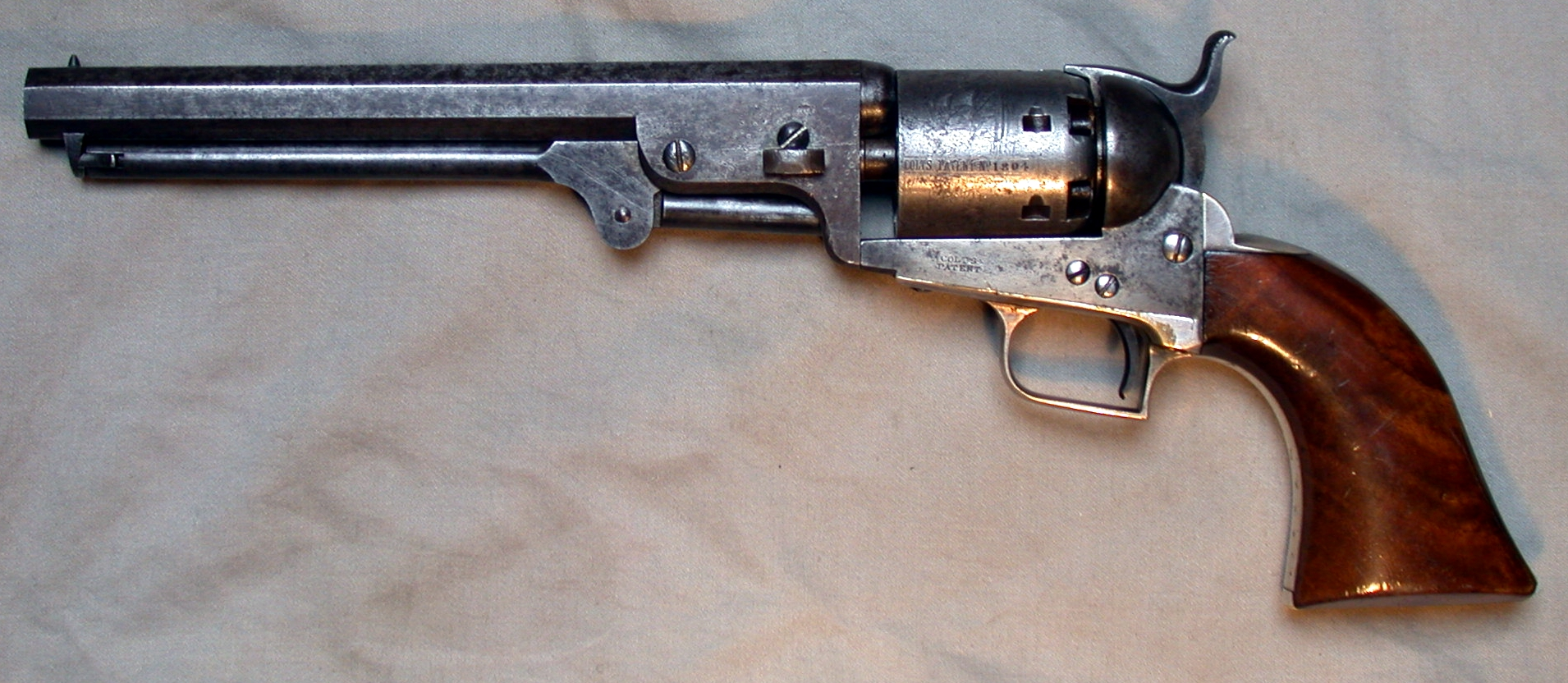
Капсульний револьвер Кольта, 1851 р.

Класифікація за призначенням: бойова зброя, мисливська, спортивна — (також для підводного полювання): гвинтівка, рушниця; зброя особистого захисту (газові, травматичні пістолети і револьвери).
За наявністю нарізів в каналі ствола розрізняють нарізну та гладкоствольну зброю.
Вогнепальну зброю класифікують: 
За типом механізму:
- Ґнотова зброя;
- Кременева зброя;
- Капсульна зброя;
- зброя під унітарний набій.

За способом вогню:
- одиночного вогню;
- чергового вогню (Автоматична зброя).

За типом заряджання:
- заряджання зі ствола;
- зброя, що заряджається із казенного боку.

За типом перезаряджання:
- самозарядна;
- автоматична.

## Види вогнепальної зброї

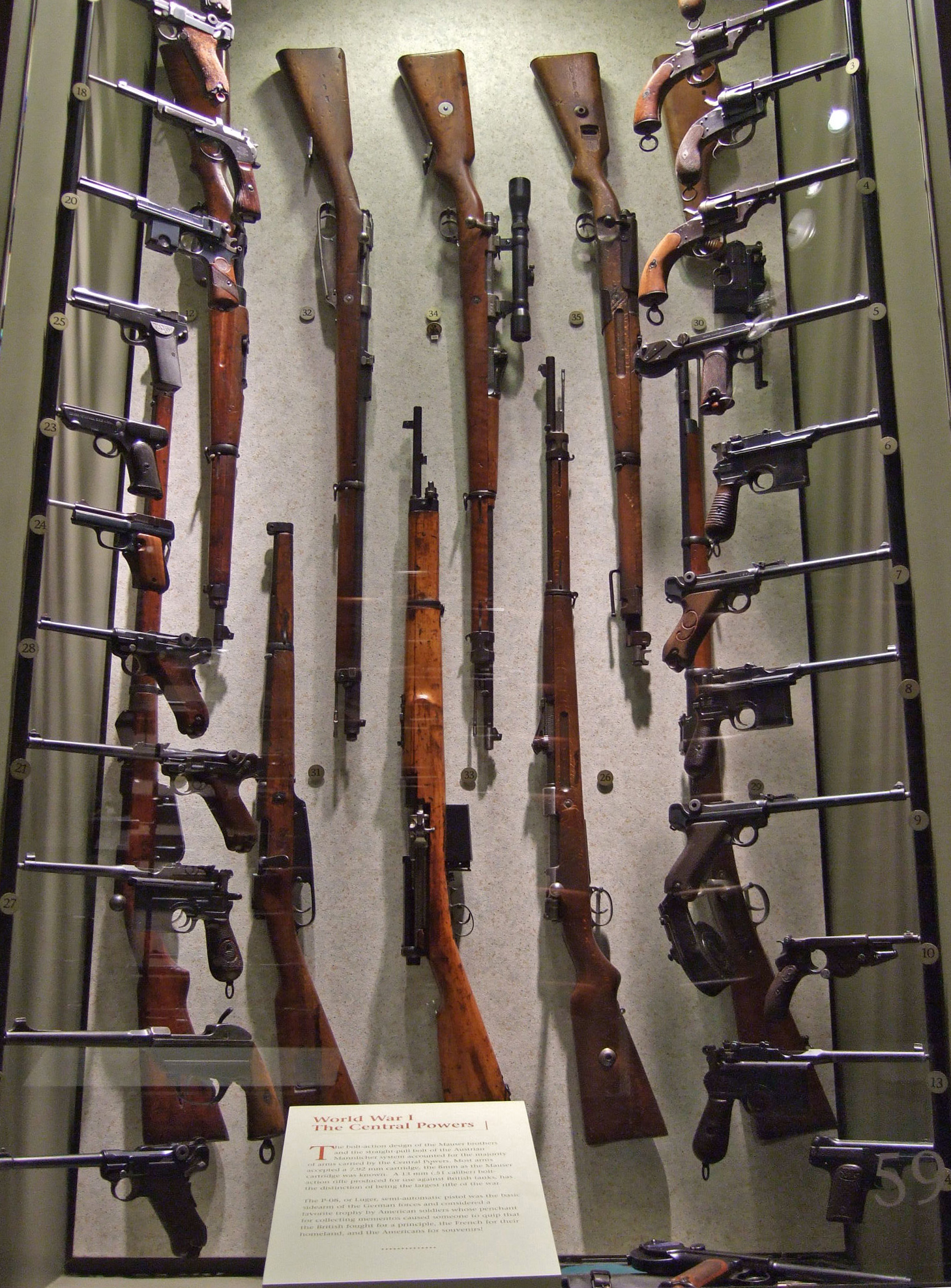
Німецькі гвинтівки, карабіни, револьвери та пістолети часів Першої Світової війни

Бойова нарізна вогнепальна зброя — зброя армійських зразків або виготовлена за спеціальними замовленнями (пістолети, револьвери, гвинтівки, карабіни, автомати, кулемети тощо).
- Пістолет
- Рушниця/Гвинтівка
- Пістолет-кулемет
- Автомат

Важке озброєння:
- Кулемет
- Гранатомет
- Міномет
- Гармата

Частини зброї:
- Ствол (люфа)
- Ударно-спусковий механізм
- Курок
- Шомпол
- Барабан

## Артилерія

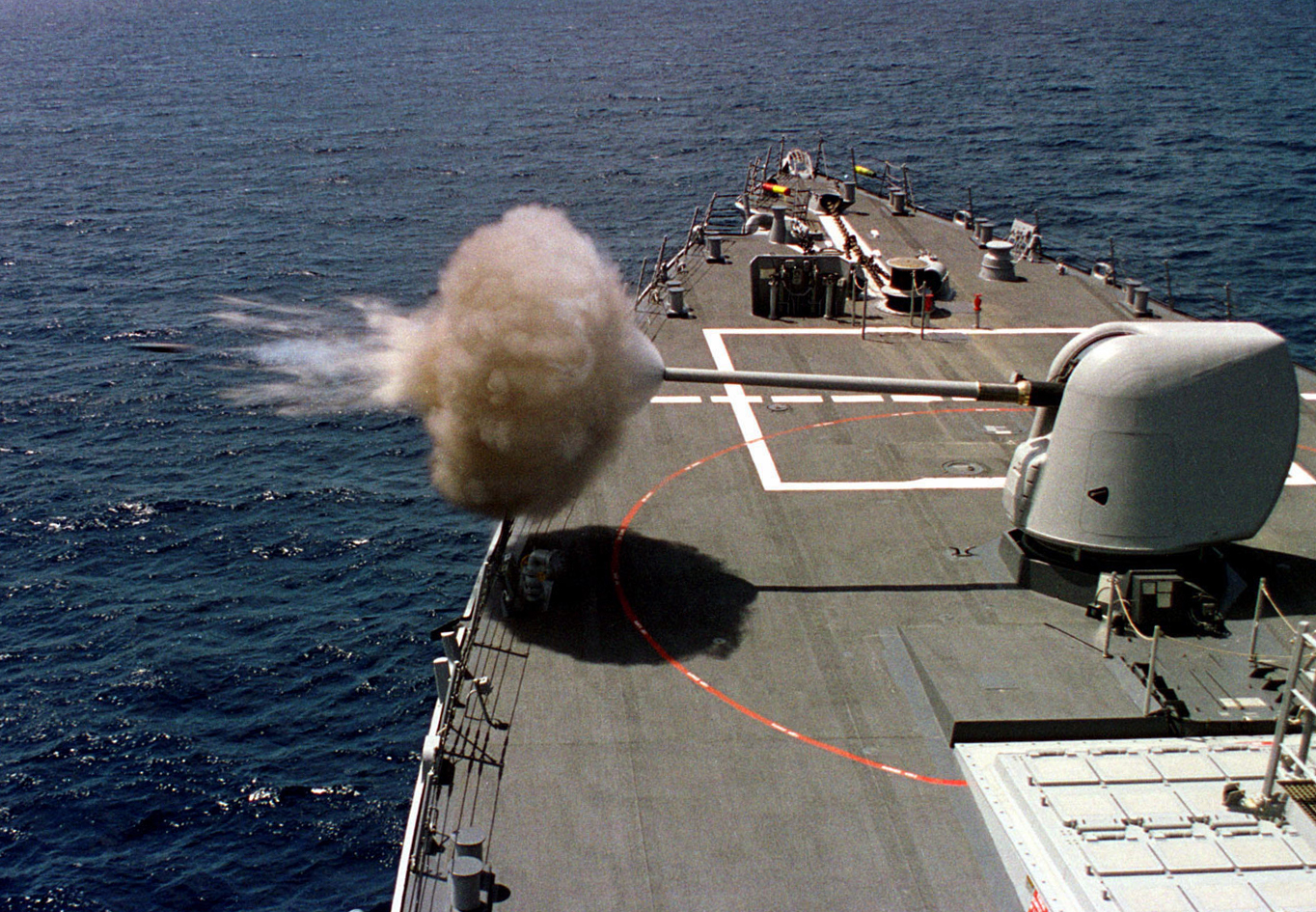
Гармата MK45 калібру 127 mm під час стріляння. Ескадрений міноносець типу «Арлі Берк», флот США.

### Гармата
Гарма́та — тип артилерійської зброї, що відрізняється від інших представників ствольної артилерії (ствольних артилерійських систем), таких як гаубиця або мортира, більшим подовженням ствола, більшою початковою швидкістю снаряда, але меншим максимальним кутом піднесення. Умовною межею між гаубичним і гарматним стволом вважається його довжина у 25 калібрів. При довжині ствола менше 25-и калібрів зброя класифікується як гаубиця, при більшій — як гармата.
Основним призначенням гармат є вогонь за настильною траєкторією по об'єктах противника. Обстріл з гармат може вестися як із закритих позицій по неспостережуваних з вогневої позиції цілях таких як артилерійські батареї ворога, колони його військ на марші і в місцях зосередження, населені пункти), так і прямим наведенням — по танках, кораблях, фортифікаційних спорудах противника.

#### Типи гармат
За призначенням:
- Авіаційна гармата
- Берегова гармата
- Корабельна гармата
- Протитанкова гармата
- Зенітна гармата
- Танкова гармата
- Залізнична гармата
- Атомна гармата — призначена для стрільби по наземних і морських цілях снарядами з ядерним зарядом. Одним з перших зразків таких систем була 280-мм гармата, виготовлена в США. У 1953 на полігоні в штаті Невада при випробуванні цієї гармати стріляли атомним снарядом масою близько 360 кг.

### Гаубиця

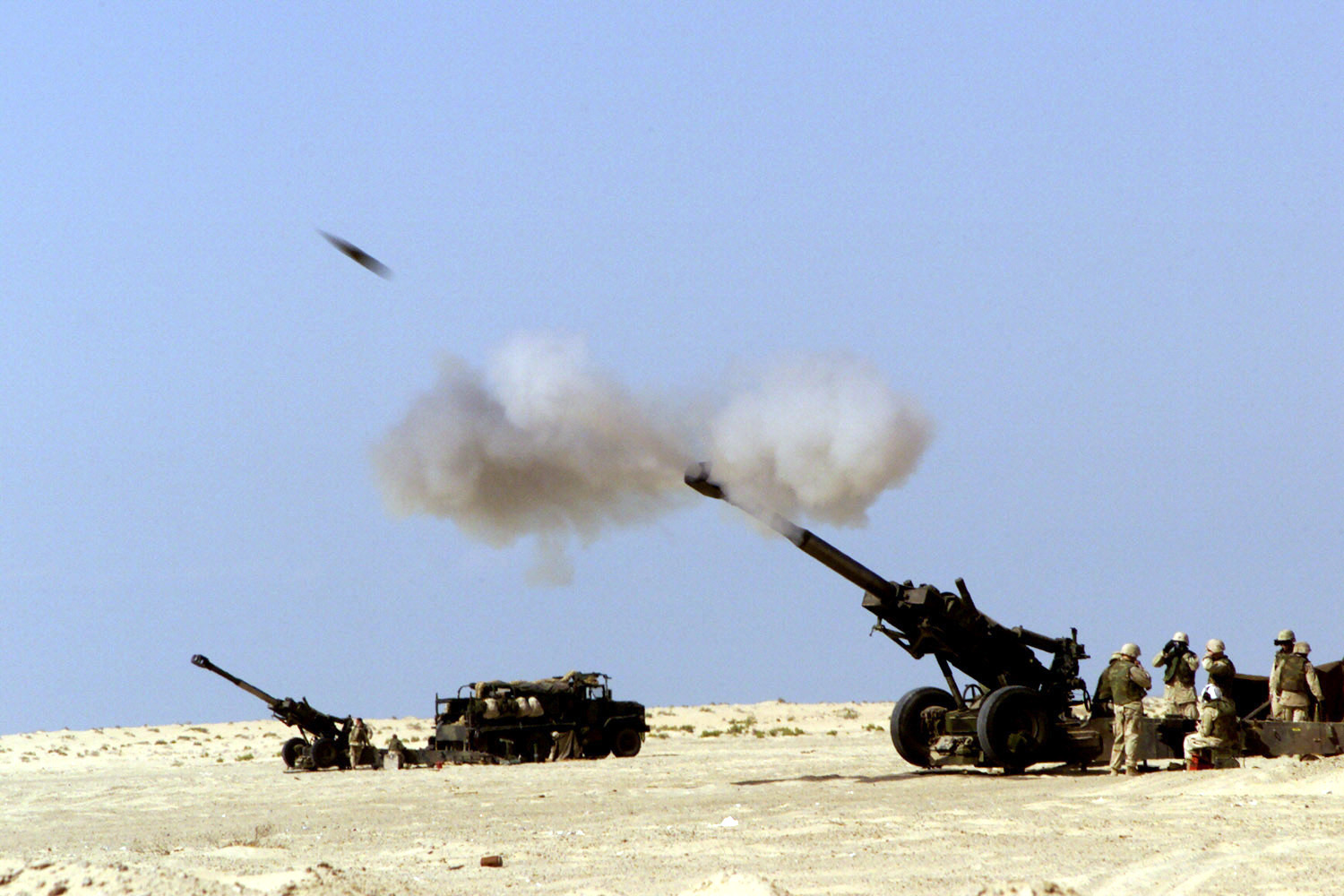
Американські гаубиці M198 ведуть артилерійський вогонь

Га́убиця (нім. Haubitze, від чеськ. houfnice) — тип артилерійської системи, призначеної переважно для навісної стрільби із закритих вогневих позицій, поза прямою видимістю цілі. Гаубиці входять до складу військової (у іноземних арміях польової) артилерії, мають калібр від 100 мм і вище, відносно короткий ствол (15-30 калібрів), змінний заряд, достатньо високу скорострільність — від 0,5-1 до 6 пострілів в хвилину (залежно від калібру), дальність стрільби до 17 км.
Більшість сучасних гаубиць самохідні, старі системи мають механічну тягу.

### Мортира

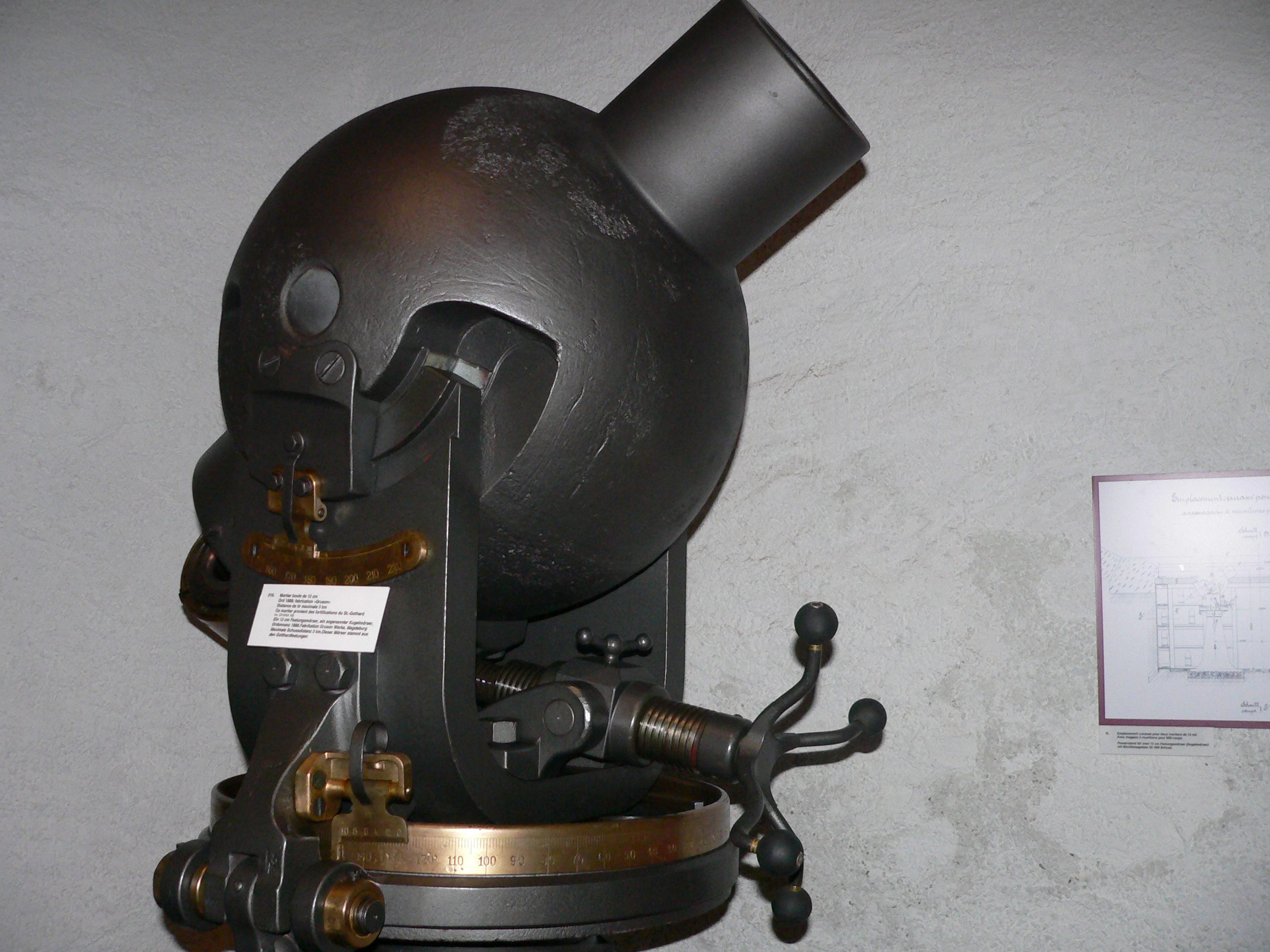
Старовинна мортира в артилерійському музеї в Швейцарії.

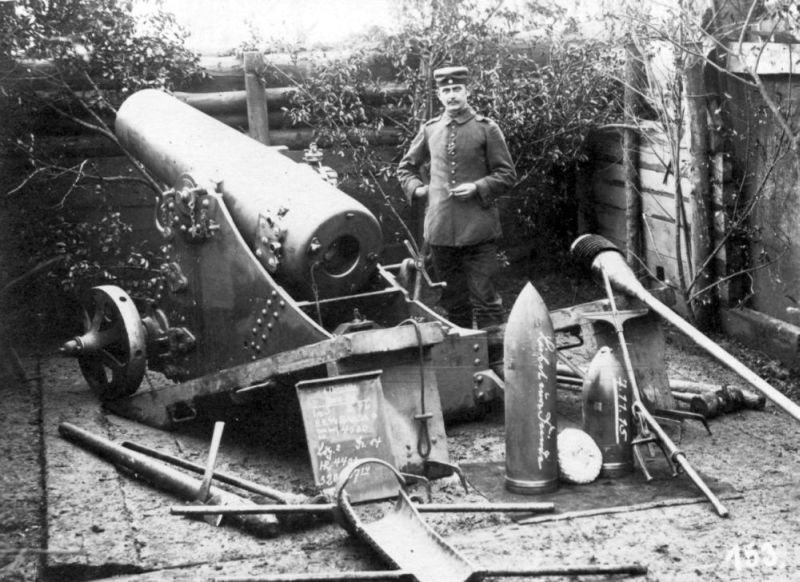
21-см німецька мортира 21 cm Mörser 18 часів Першої світової війни.

Мортира (нід. mortier) — тип гармати з коротким стволом (зазвичай з довжиною ствола менше ніж 15 калібрів) для навісної стрільби, що призначалося головним чином для руйнування міцних оборонних споруд. Застосовувалася з 15 до середини 19 століття. У англійській мові для позначення міномета і мортири використовується те ж саме слово. У сучасній українській мові слово «мортира» зазвичай використовується по відношенню до стародавньої облогової артилерії.

### Міномет

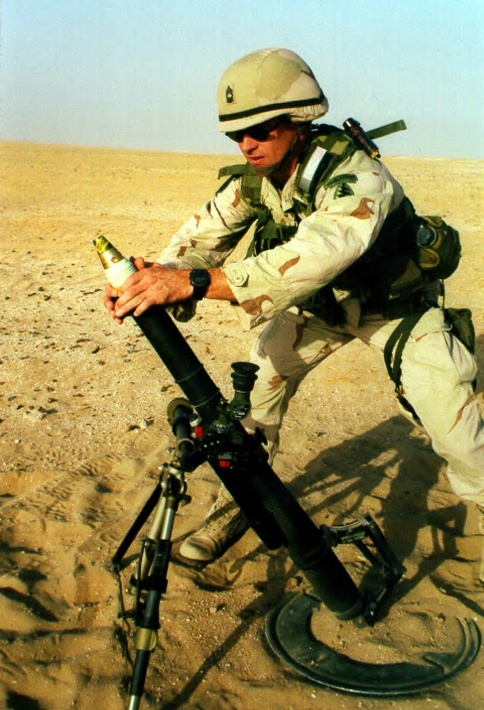
Солдат армії США заряджає міномет M224

Міномет — вид артилерійської зброї, призначена для навісного обстрілу укритих цілей, а також для руйнування польових укріплень. Винахідником міномета вважається російський офіцер і інженер Леонід Миколайович Гобято. Під час російсько-японської війни, Леонід Гобято з генералом Романом Кондратенком розробили та застосували перший міномет. Однак, він не був переносним до шанцевого міномета Стокса, який розробив сер Вілфред Стокс в 1915 році. Німці також розробили ряд шанцевих мінометів або Minenwerfer калібрів від 7,58 см до 25 см в період Першої світової війни.
Основні бойові якості міномета — велика потужність боєприпасу (міни), висока скорострільність, порівняно мала маса, простота пристрою і бойового застосування, постійна готовність до відкриття вогню без особливої підготовки. Велика крутизна траєкторії польоту мін (кути піднесення стовола від 45° до 85°) дозволяє знищувати закриті цілі, що не вражаються рушнично-кулеметним і артилерійським настільним вогнем. Міномети входять до складу артилерії.
Міномет складається зі ствола, пристрою для надання стволу потрібного кута піднесення (наприклад, штатива) та плити, що передає імпульс відбою в землю. Саме наявністю плити міномет відрізняється від мортири в радянській та пострадянській термінології. Плита зазвичай з'єднана зі стволом шарніром. Ствол оснащений пристроєм для ініціювання пострілу.
Заряджання мінометів калібром до 120 мм зазвичай проводиться з дульної частини. Міномети більшого калібру зазвичай заряджаються з казенної частини. Наприклад заряджання 160-мм міномета зразка 1943 року проводилося з казенної частини, для чого ствол приводився в горизонтальне положення.
Мінометний постріл (мінометна міна) унітарний, найчастіше побудований за двокамерному схемою — у хвостовику кріпиться метальний заряд, який при пострілі спрацьовує, але порохові гази витікають не прямо, а вбік від хвостовика, у вільний простір між стабілізаторами міни. У результаті тиск в каналі наростає плавно, а відбій зменшується.

## Ручна вогнепальна зброя

### Пістолет

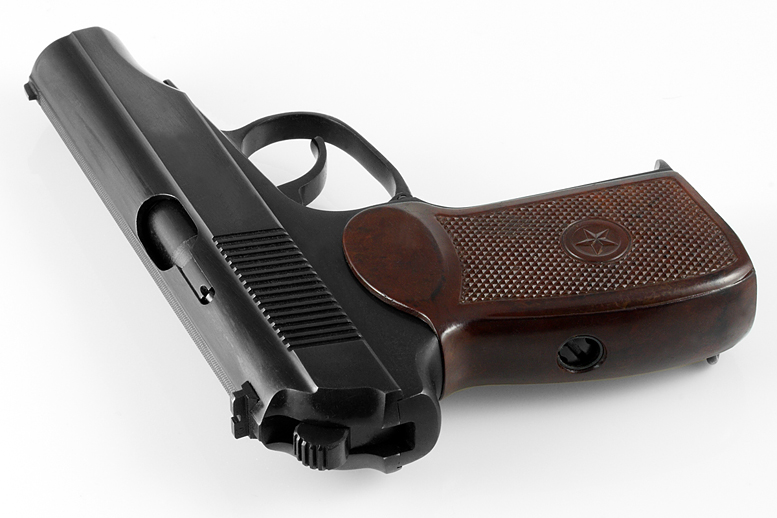
Пістолет Макарова

Форт-12

Пістолет (фр. pistolet, від чеськ. píšťala — пищаль, дудка) — вид ручної вогнепальної зброї для стрільби однією рукою. Пістолет походить від рушниці і є полегшеним її варіантом, що характеризується коротшим стволом і ложем, котре мало своєрідне завершення у вигляді нахиленого до низу руків'я. Для зручності утримування та витягання з кобури руків'я закінчувалось утовщенням «яблуком».
Поширені за козацької доби були як коліщаті, так і кремінні (пізніше) замки, за допомогою котрих здійснювалось запалення пороху, що і призводило до пострілу.
Пістолет як повноцінний різновид ручної вогнепальної зброї розвинувся в Західній Європі, звідки і походила значна частина стволів, котрими користувались козаки. Поряд із цим значного поширення набули пістолети східного походження (турецького, кримського, кавказького тощо).
Розвивалось зброярство і в Україні. Окрім бойового призначення пістолети мали характер військово-парадної зброї, задля чого багато прикрашались. Особливої уваги прикрашенню зброї надавали східні майстри. Вони використовували гравірування, черніння, насікання та інкрустацію золотом і сріблом та коштовними каміннями. Прикрашали як руків'я, так і люфи (в окремих випадках всю зовнішню поверхню, включаючи і замок). Особливо багато оздоблені пістолети вироблені Кубачинськими майстрами з Дагестану. Такими пістолетами часто користувались кубанські старшини і козаки протягом майже цілого 19 ст.
Щодо стрілецької амуніції запорожців, то вони як правило, носили за поясом по 2 пістолети і ще 2 — у «кобурах» при сідлі. Така кількість пістолетів свідчила про високий рівень вогневої сили як окремого козака, так і цілого козацького війська. Сам постріл з пістолета виконували переважно з однієї руки в різноманітних положеннях, включаючи і верхову їзду.

### Рушниця

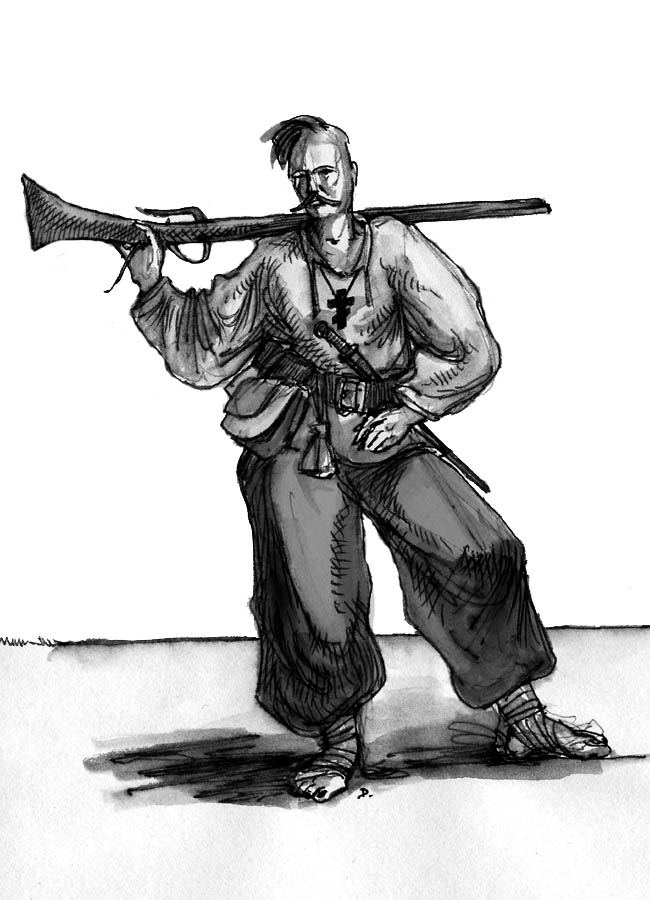
Козак з рушницею

Рушниця — вогнепальна ручна стрілецька зброя з довгим стволом.
Рушниця характеризується наявністю основних складових: металевий ствол без нарізу (з нарізом — гвинтівка); ложе з прикладом; замок; шомпол (як правило).
Походження назви — на відміну від мушкета рушниця дозволяла вести вогонь без підставок з рук, тому спочатку почала називатись «ручниця» що з часом трансформувалось в «рушниця».
Стволи рушниці мають різноманітну довжину, але найчастіше у межах 1 метра (± 10-20 см). У розрізі стволи бувають круглі, або 8-гранні. У казенній частині ствол, переважно, ширший ніж біля дульного зрізу. Ряд стволів мають біля дульного зрізу невеличке розширення, а окремі — розтруб для стрільби картеччю. Вага ствола коливається у межах 1,5 кг (± 500 г), але є і винятки, зумовлені розмірами. Калібр коливається від 12 до 20 мм. Для точнішої стрільби з часом застосовують нарізи на внутрішній поверхні ствола рушниці («гвинтівки»).
Ложе виготовляли часто з горіха (відомі й інші породи дерева), але могли доповнюватись кістяними вставками (рушниці кримського і кавказького виробництва мали на кінці дерев'яного приклада кістяну «п'яту»).
Замок міг бути ґнотовим або кремінним.
Шомпол виготовляли зі сталі і поміщали у спеціальному отворі в ложі під стволом. Рушниці, як правило, мають різноманітні прикраси у вигляді металевих інкрустаційних пластин, різьблення по дереву і кості, насікання, чорніння та гравірування на металевих частинах рушниці (ствол, замок, обіймиці).
В козацькому війську використовували рушниці різноманітного походження: турецькі, кримські, кавказькі, німецькі, польські, російські, місцевого виробництва і т. і.

### Гвинтівка
Гвинтівка — особиста стрілецька зброя з гвинтовими нарізами у каналі ствола, що призначена для ураження супротивника (цілі) вогнем, багнетом та прикладом. Гвинтівки поділяються на два основних типи:
1. за використанням: військові, мисливські та для цільової стрільби;
2. за конструкцією затворного механізму: з поворотним затвором (одно- та багатозарядні), із казенною частиною, що відкривається, помпові, ричажні та напівавтоматичні.

### Фузія

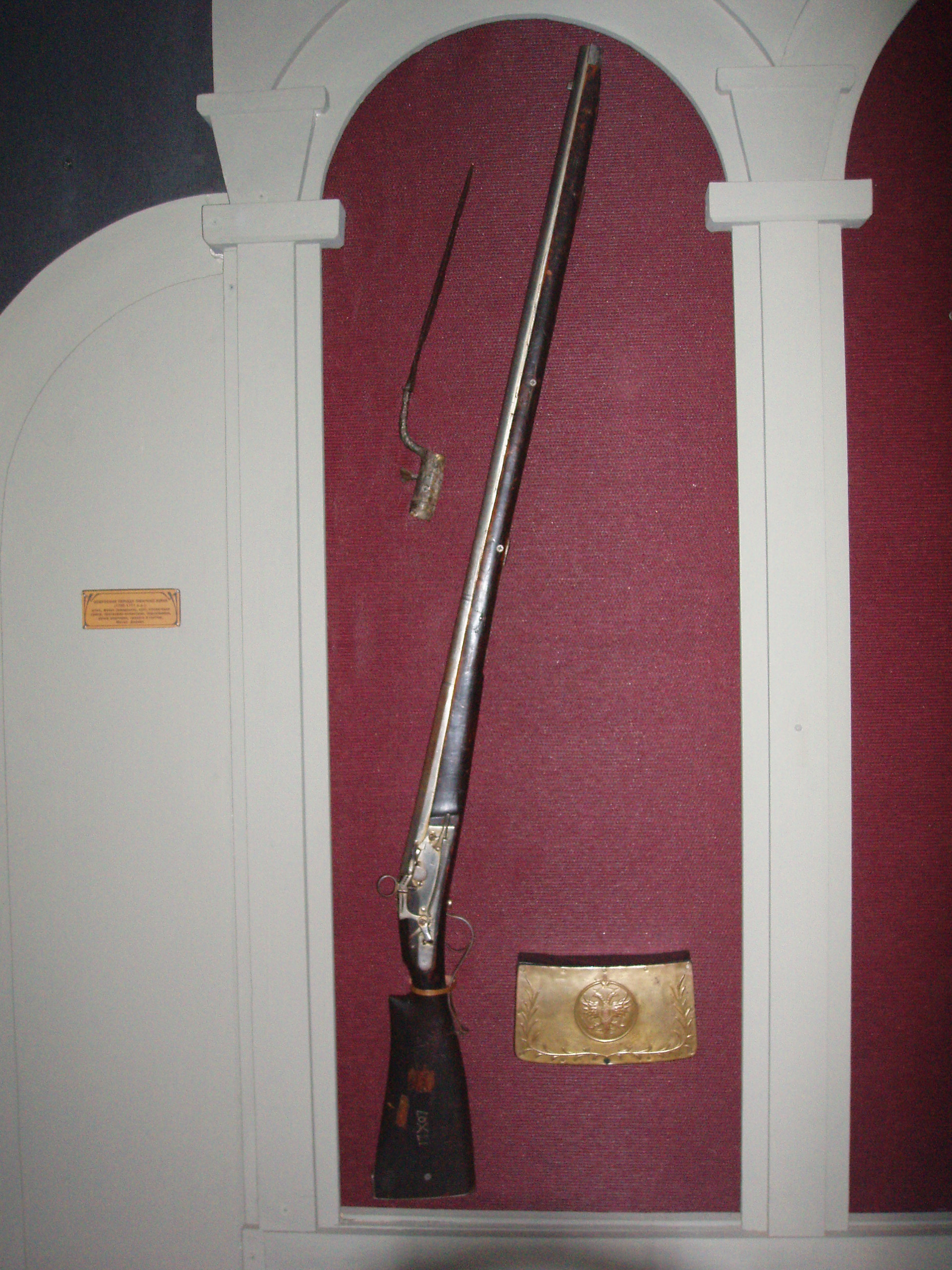
Шведська трофейна фузея часів Полтавської битви (1709), експонат музею «Козацька держава», Полтава, 2008

Фу́зія, фу́зе́я (пол. fuzja, рос. фузея) — рушниця з ударно-кремінним замком, що була поширена у XVII —XVIII століттях. Мала тригранний багнет.
Фузію винайшли у 2-й половині XVII століття у Франції.
За Петра І на початку XVIII століття, якраз після Північної війни, фузії (отримані як трофейна зброя) були прийняті на озброєння російської армії замість мушкетів, трохи згодом їх почали виготовляти у Росії (на Тульському збройному заводі).
На озброєнні були фузії піхотні, драгунські, офіцерські тощо, які різнилися загальною довжиною, довжиною ствола і калібром.
Термін «фузія-фузея» проіснував у Росії до 1770-х років. У польській мові назва фузія закріпилось за мисливською рушницею.

### Мушкет

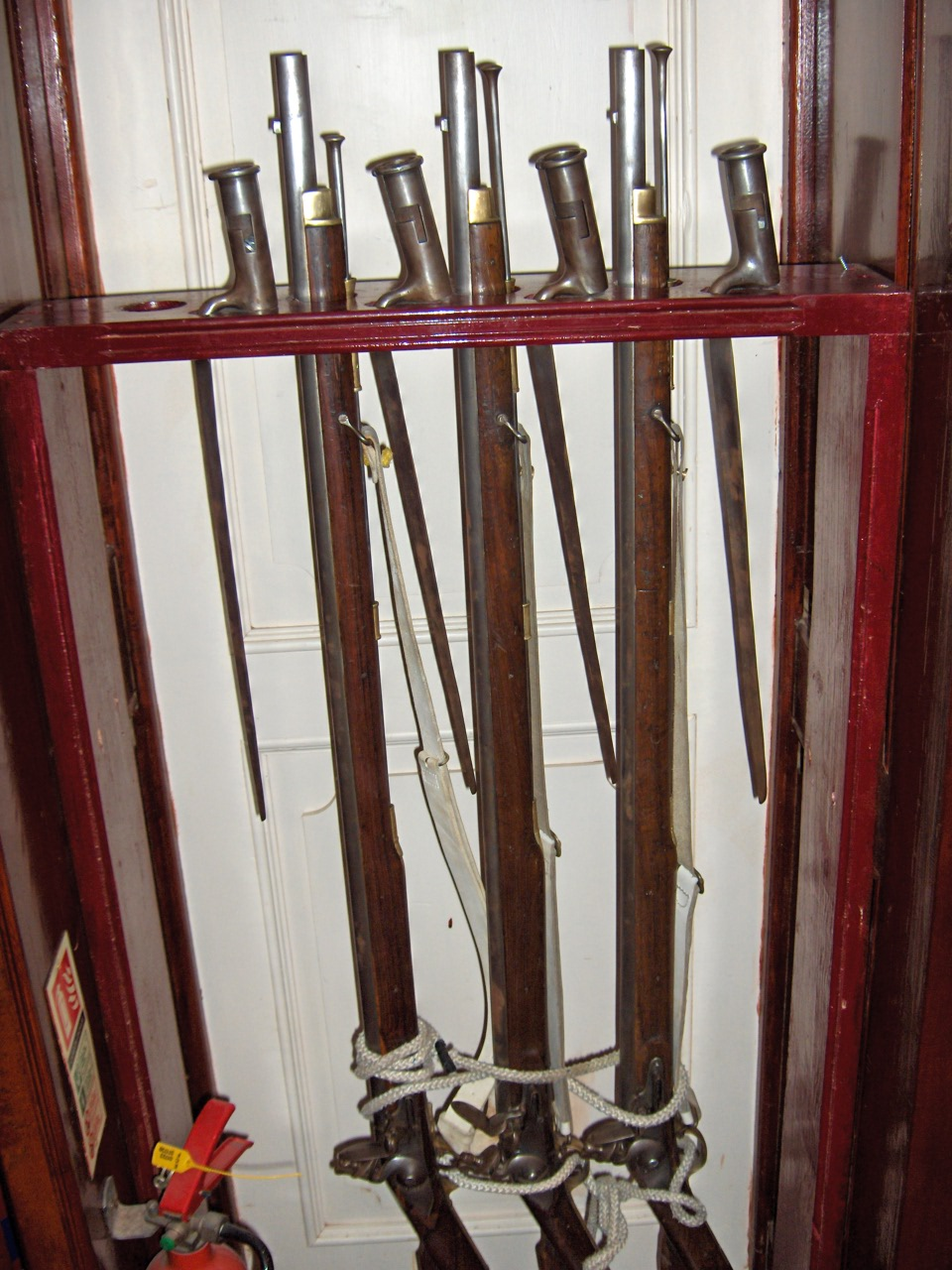
Мушкети

Мушкет (італ. moschetto — маленька муха, мошка) — ручна вогнепальна зброя з ґнотовим замком. Калібр 20-23 мм, дальність стрільби до 250 м. Наприкінці 17 — початку 18 ст. замінені кременевими рушницями. В англомовних країнах мушкетами називалися всі гладкствольні рушниці (англ. Musket).

### Кріс
Кріс — нарізна чи гладкоствольна рушниця чи мушкет з кремінним або колісним механізмом. Етимологія слова походить від слова кресати, наприклад «викресати вогню», оскільки за допомогою кремінного чи колісного механізму викрешувалася іскра, яка запалювала порох. Тому таку рушницю називали «кріс». Ця назва частіше вживалась у Західній Україні, зокрема в Карпатах. Пізніше — в період Першої світової війни кріс — це узагальнена назва магазинних неавтоматичних гвинтівок і карабінів. Найуживанішими видами крісів цього періоду були: кріс системи Манліхер зразка 1895 р., який перебував на озброєнні австро-угорської армії і виявився найшвидкострільнішою гвинтівкою того часу; йому дещо поступався англійський SMLE Mk-III («Лі-Енфілд»), й далеко позаду залишався німецький карабін 98к системи Маузер, а тим більше — російська «трьохлінійка».

### Карабін

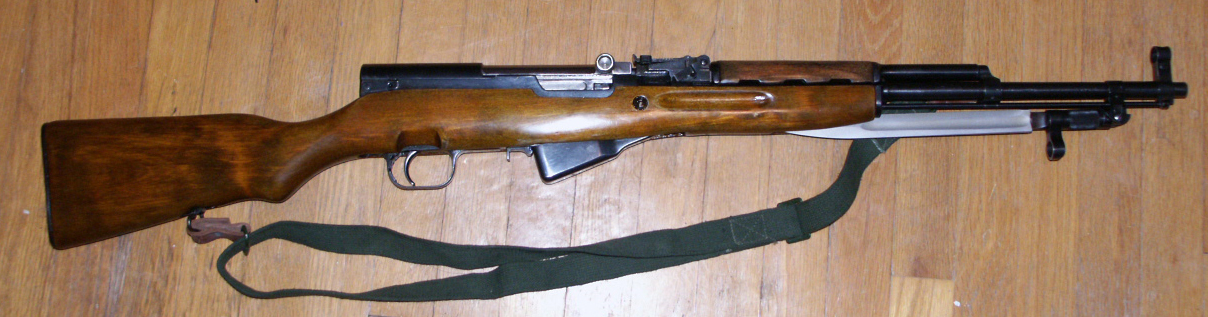
Самозарядний карабін Симонова

Карабін (від арабського carab — зброя) — вкорочена та полегшена гвинтівка або рушниця з довжиною ствола до 56 см. Карабіни використовувались переважно для озброєння особового складу кінноти та артилерії. Перші карабіни з'явились у 15 столітті.
Зазвичай розрізняють гладкоствольні та нарізні, магазинні та автоматичні карабіни.

### Автомат

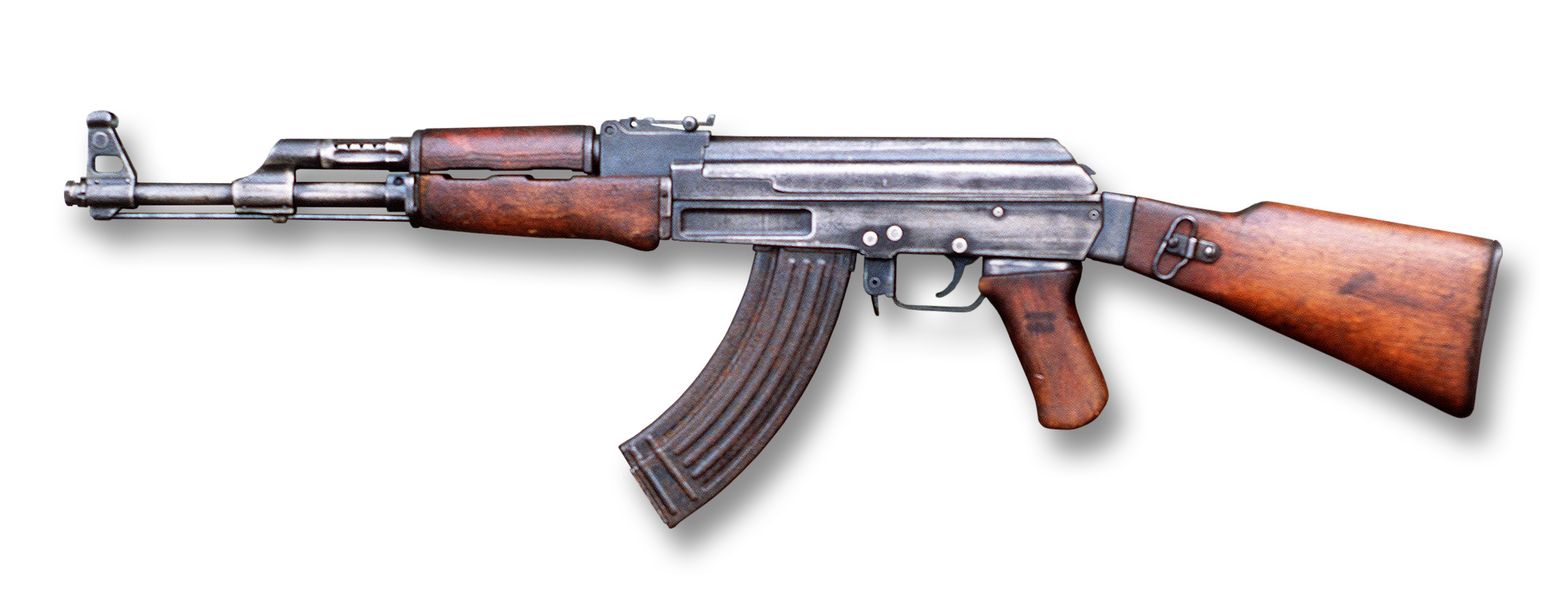
7,62-мм Автомат Калашникова зразка 1947 року (АК, АК-47)

Автомат, штурмова гвинтівка або автоматичний карабін — ручна індивідуальна автоматична вогнепальна зброя, призначена для враження живої сили противника в ближньому бою і здатна створювати велику щільність вогню.
Автоматична гвинтівка — індивідуальна автоматична зброя, призначена для ведення автоматичної та одиночної стрільби. Забезпечує вищу бойову скорострільність, зменшену втомлюваність стрільця та зручніше спостереження за ціллю ніж неавтоматичні гвинтівки. Перший проєкт автоматичної гвинтівки був запропонований американцем Р. Пілоном у 1863. Сучасні автоматичні гвинтівки зазвичай мають багнет та часто обладнані пристроєм для стрільби гвинтівковими гранатами. Автоматичні гвинтівки калібру 7,62 мм мають більшу потужність набою, але важчі та менш влучні при автоматичній стрільбі порівняно з гвинтівками під малоімпульсний набій.
Найрозповсюдженіші сучасні автоматичні гвинтівки: американська 5,56-мм M16A1, французька 5,56-мм FAMAS, ізраїльська 5,56-мм Galil, німецька 7,62-мм G3A3, бельгійська 7,62-мм FN FAL. Зараз використовується як зброя військових (внутрішніми військами майже не використовується).

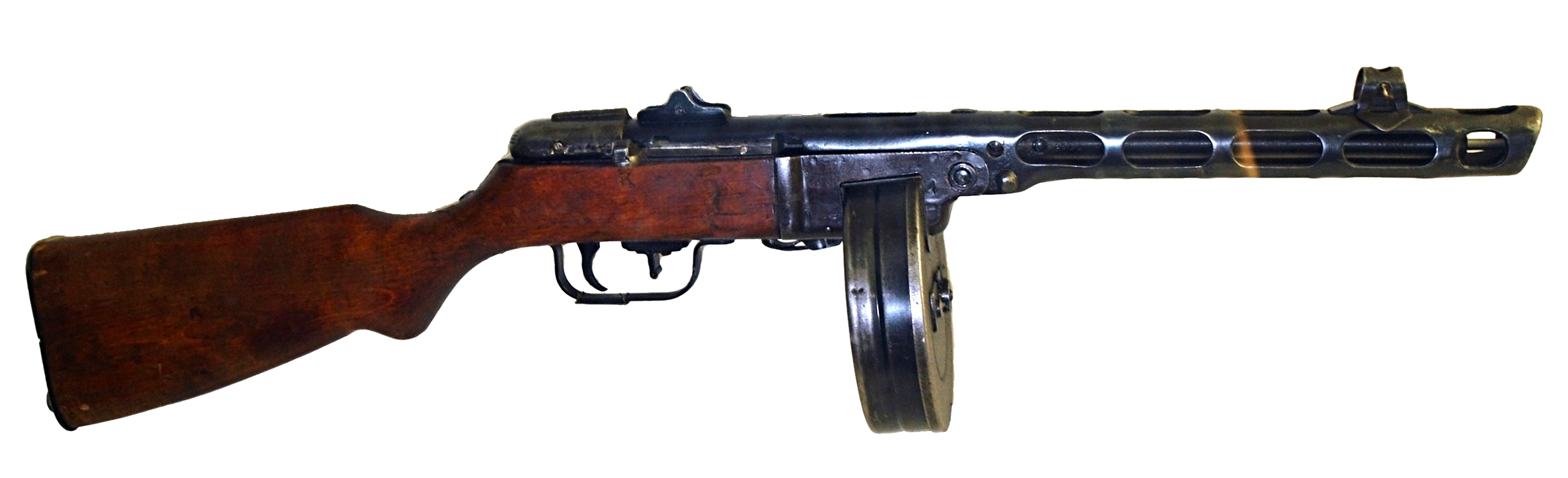
Пістолет-кулемет Шпагіна 1941 (ППШ-41)

Пістоле́т-кулеме́т — індивідуальна стрілецька автоматична зброя для враження живої сили супротивника на відстані до 200 м. Від автоматичних гвинтівок відрізняється використанням пістолетних патронів. Калібр від 4,6 до 11,43 мм. Має коробчатий (25-35 патронів) або барабанний (71 патрон) магазин. Темп стрільби 450–1000 пострілів за 1 хвилину.
Перший зразок створено італійцем А.Ревеллі в 1915 р. В Червоній Армії на озброєнні були пістолет-кулемет В. А. Дегтярьова (ППД-40), Р. С. Шпагіна (ППШ-41), А. И. Судаєва (ППС-43), в німецької армії — зразка 1938—1940 (MP-40), в американській — МЗ, в британської — «Стен», у фінській — «Суомі». Широко застосовувалися в 2-й світовій війні; зазвичай називають автоматами. Останні моделі це — бельгійський Р90 та німецький МР7А1. Зараз використовується як поліцейська зброя, а також перебуває на озброєнні підрозділів спеціального призначення.

## Легальний статус

### Україна
Порядок виготовлення, придбання, зберігання, обліку, перевезення та використання вогнепальної зброї в Україні регулюється наказом МВС № 622 від 21 серпня 1998 року. Згідно з наказом, до мисливської вогнепальної зброї належать: мисливські гвинтівки, карабіни та штуцери, гладкоствольні рушниці, гладкоствольні рушниці із свердловиною «парадокс» з нарізами 100—140 мм на початку або в кінці ствола, мисливські рушниці зі свердловиною «сюпра», комбіновані рушниці, що мають поряд з гладкими і нарізні стволи. При цьому, мисливська зброя повинна відповідати таким вимогам:
- для стрільби зі зброї використовуються мисливські патрони відповідного калібру;
- загальна довжина з розкладеним та зафіксованим прикладом має становити не менше 800 мм;
- місткість магазина (барабана) (з установленим обмежувачем за наявності) нарізної зброї не має перевищувати 10 патронів, а гладкоствольної — 4 патронів;
- мати запобіжник;
- довжина ствола мисливської зброї повинна відповідати вимогам ДСТУ 78-41-002-97.

Правом придбання мисливської гладкоствольної зброї та основних частин до неї користуються громадяни України, які досягли 21-річного віку, нарізної — 25-річного. Кількість зброї, яку може мати громадянин України, не обмежена, однак власник зброї повинен забезпечити її безумовну схоронність.
Наказом від 16 червня 2020 року № 459 Міністерство затвердило зміни. Документ набрав чинності 25 серпня 2020 року. Ним було надано нові визначення бойової, несучасної, старовинної та мисливської зброї. Зокрема, до бойової зброї не належить старовинна зброя та її сучасні копії, а старовинною вважається вогнепальна зброя, виготовлена не пізніше 1899 року і не призначена для стрільби патронами з металевими гільзами центрального бою та кільцевого запалення.
Мисливська вогнепальна зброя — вогнепальна зброя, що відповідає вимогам, установленим до мисливської зброї технічним регламентом, а за його відсутності — національним (галузевим) стандартам.
Визначено вимоги до довжини ствола мисливської зброї: для нарізної зброї має становити більше 200 мм, а для гладкоствольної — не менше 450 мм.
У разі якщо приклад складаний, загальна довжина зброї вимірюється в складаному стані, крім випадків, коли зброя із складаним прикладом нездатна здійснити постріл. Загальна довжина зброї або її ствола включає всі частини зброї або ствола, які неможливо відокремити від зброї або ствола без використання спеціальних інструментів.
Для одержання дозволу для осіб, яким видано паспорт громадянина України з безконтактним електронним носієм, потрібно надати копію паспорта та витягу з Єдиного державного демографічного реєстру щодо реєстрації місця проживання.
На початку березня 2021 року Верховна Рада України відхилила законопроєкт № 4335 «Про обіг цивільної вогнепальної зброї та бойових припасів до неї» поданий від фракції «Слуга народу» та альтернативний йому проєкт № 4335-1 депутата Андрія Шараскіна. Обидва законопроєкти не набрали достатньо голосів, не лише для прийняття за основу, а й для направлення на доопрацювання. Тобто обидва проєкти вважаються відхиленими. Відповідно облік зброї в Україні й надалі регулюватимуть накази Міністерства внутрішніх справ.
15 квітня 2022 року на засіданні Кабінету Міністрів України затверджено «Порядок застосування цивільними особами вогнепальної зброї під час участі у відсічі та стримуванні збройної агресії Російської Федерації та/або інших держав проти України у період дії воєнного стану». Постанова розроблена у рамках закону «Про забезпечення участі цивільних осіб у захисті України».
9 травня 2024 року Верховна Рада України підтримала законопроєкт № 8423, який дозволяє працівникам «Укрпошти» носити та застосовувати вогнепальну зброю для захисту поштових фондів та об’єктів від нападів.

## Юридичні визначення
Термін "вогнепальна зброя" включає в себе різноманітну зброю дальньої стрільби, і єдиного усталеного визначення не існує. Різні країни використовують в своєму законодавстві різні визначення. Деякі з визначень наводяться в міжнародних договорах.

### США
У Сполучених Штатах Америки, згідно з книгою 26 USC § 5845 (a), термін «вогнепальна зброя» (firearm, дослівно "ручна вогнепальна зброя") означає:
(1) рушницю (дробовик) зі стволом чи стволами довжиною менше 18 дюймів (45.72 см);
(2) зброю зроблену з рушниці, якщо модифікована зброя матиме сумарну довжину менше 26 дюймів (66.04 см), або ствол чи стволи довжиною менше 18 дюймів;
(3) гвинтівку зі стволом чи стволами довжиною менше ніж 16 дюймів;
(4) зброю створену з гвинтівки, якщо модифікована зброя матиме сумарну довжину менше 26 дюймів, або ствол чи стволи довжиною менше 18 дюймів;
(5) будь-яку іншу зброю, яка визначена в пункті (e);
(6) кулемет;
(7) будь-який глушник (як визначено в параграфі 921 книзі 18, United States Code);
Термін "ручна вогнепальна зброя" не варто застосовувати до антикварної зброї чи будь-якого пристрою (за винятком кулеметів, чи руйнівних пристроїв) які, хоч розроблені як зброя, проте у випадку якщо Секретаріат знаходить причину, на підставі дати виготовлення, ціни, дизайну чи інших характеристик, її вважатимуть першочергово колекційною моделлю, якщо малоймовірно, що вона застосовуватиметься як зброя.